# Гардт (Баден-Вюртемберг)
Гардт (нім. Hardt) — громада в Німеччині, знаходиться в землі Баден-Вюртемберг. Підпорядковується адміністративному округу Фрайбург. Входить до складу району Ротвайль.
Площа — 10,17 км2. Населення становить 2534 ос. (станом на 31 грудня 2020).